# Pietro Perugino
Pietro Perugino (1446/1452 - 1523), tên khai sinh: Pietro Vannucci, là họa sĩ thời Phục hưng Ý của trường phái Umbrian, người đã phát triển một số phẩm chất đã tìm thấy biểu hiện cổ điển trong High Renaissance. Raffaello là học trò nổi tiếng nhất của ông.

## Thư viện ảnh

Các tác phẩm chính
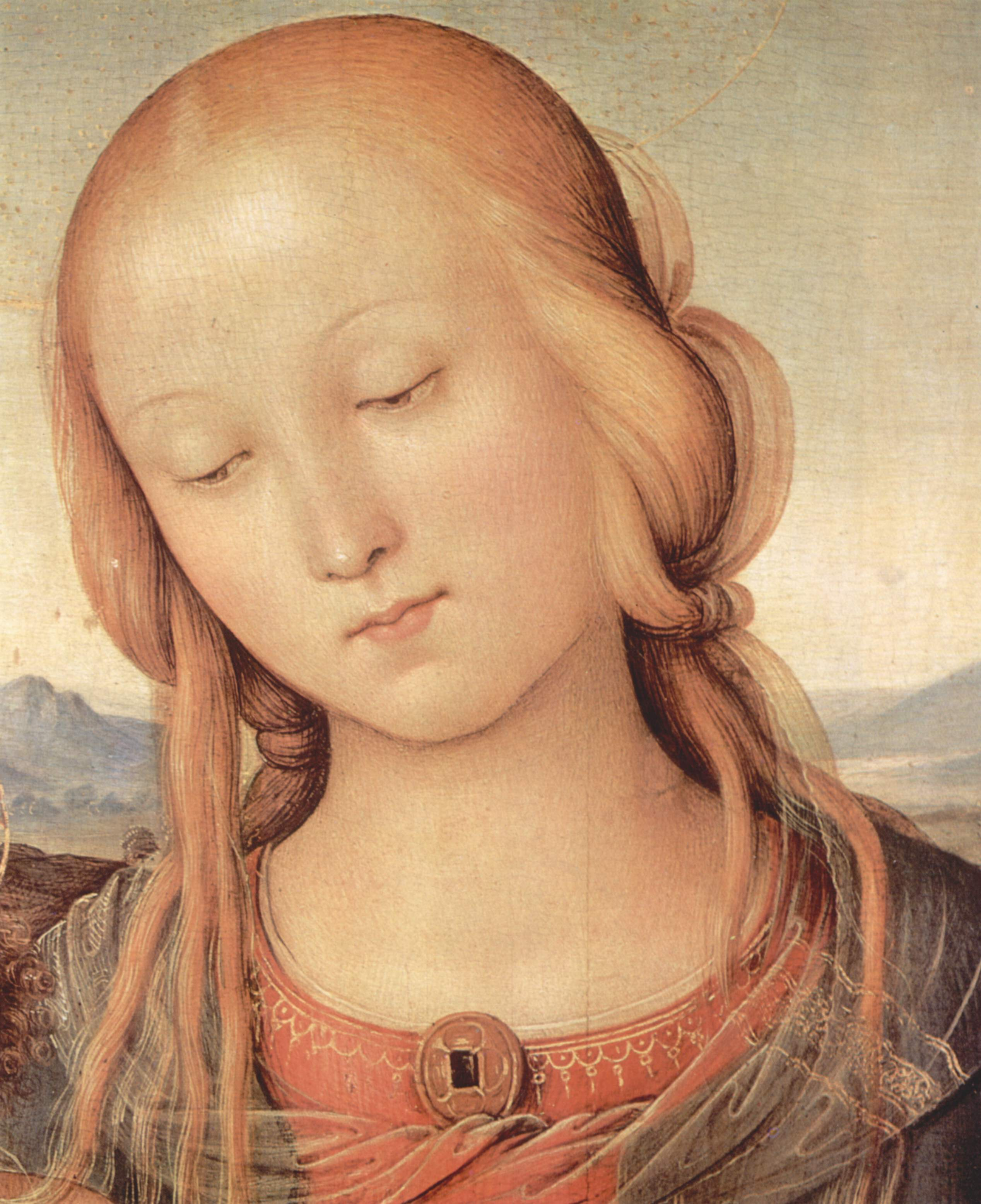
Detail, Madonna
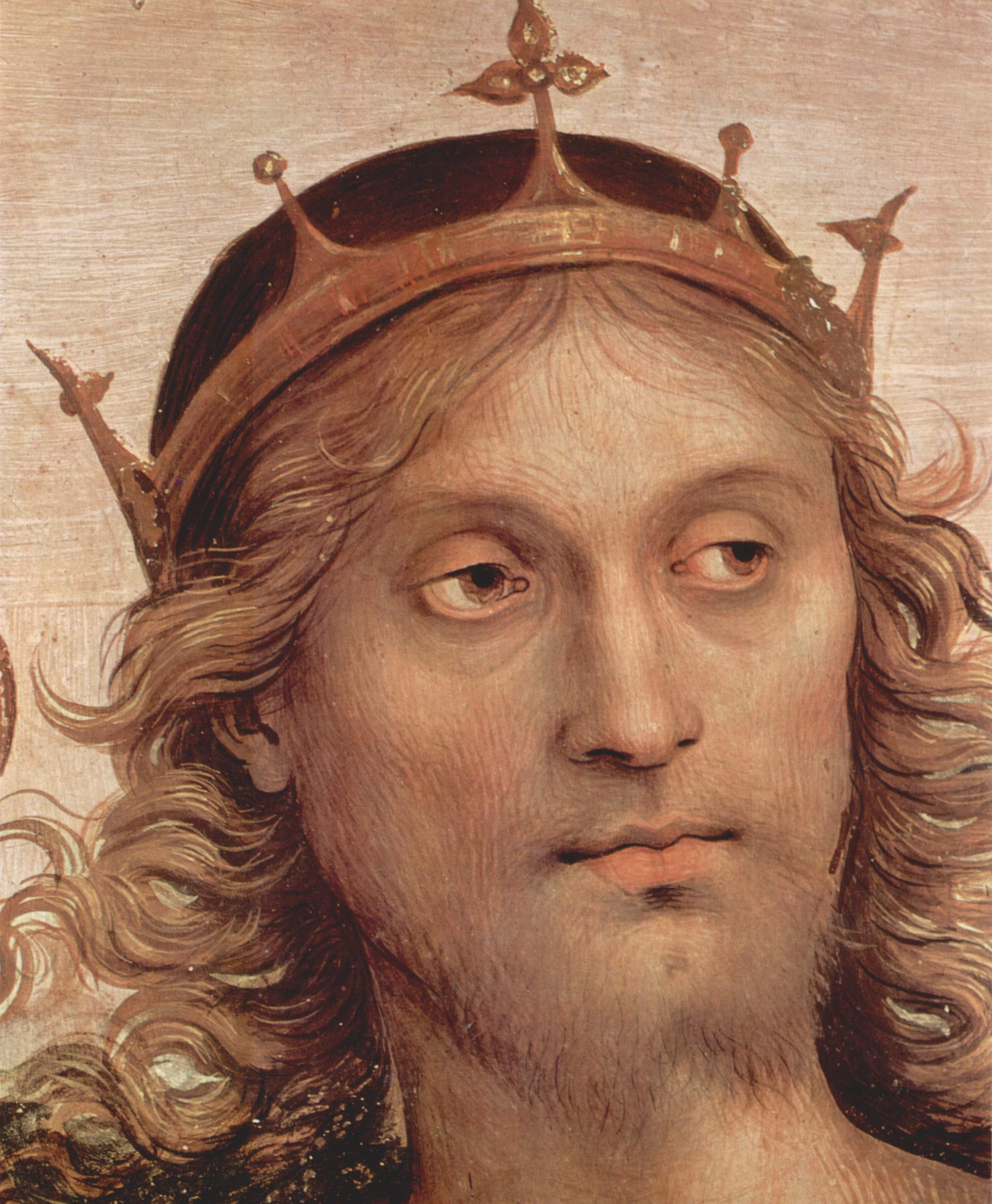
Detail, Prophets and Sibyls, fresco
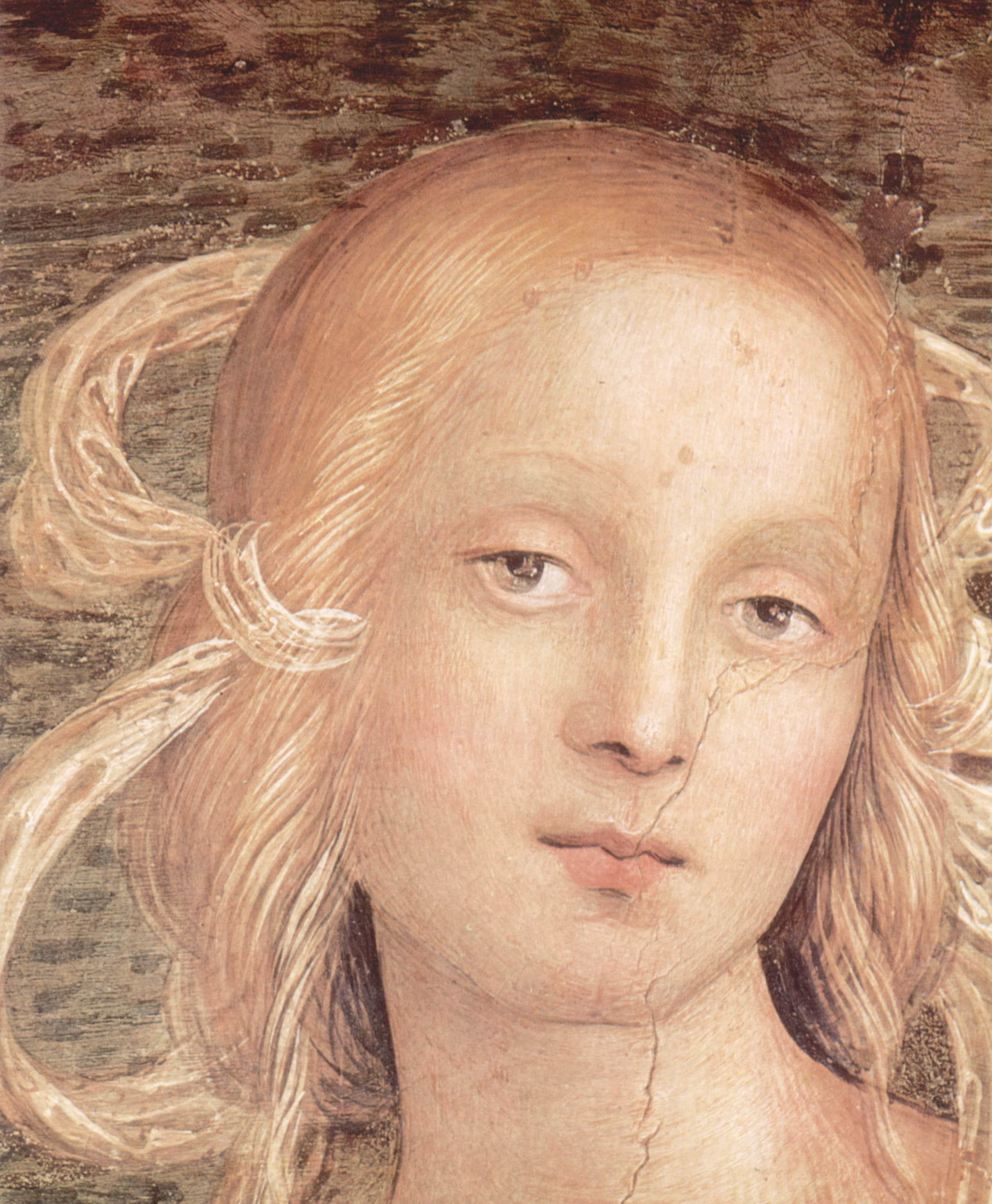
Detail, Prophets and Sibyls, fresco
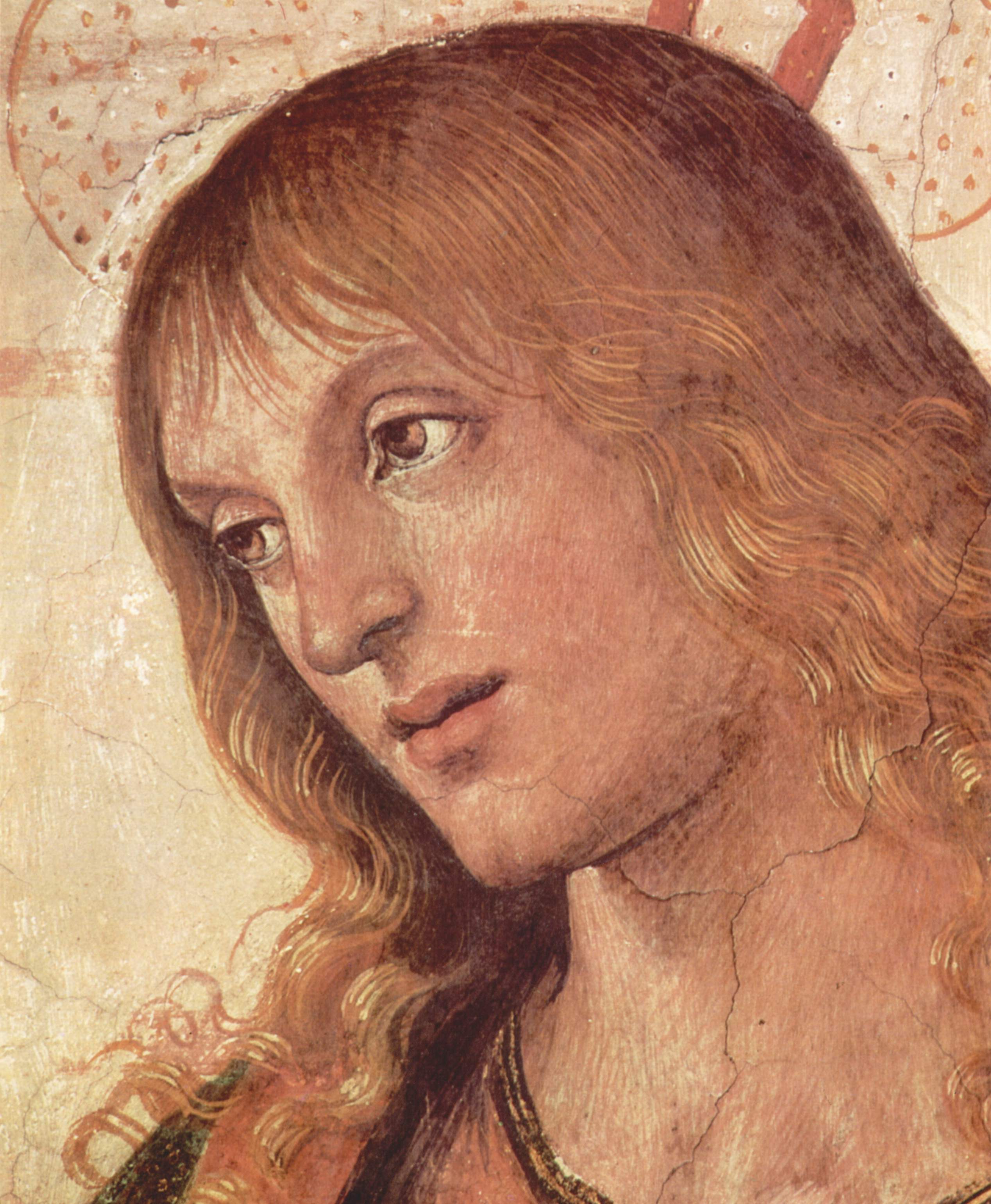
Detail, The Delivery of the Keys,  fresco
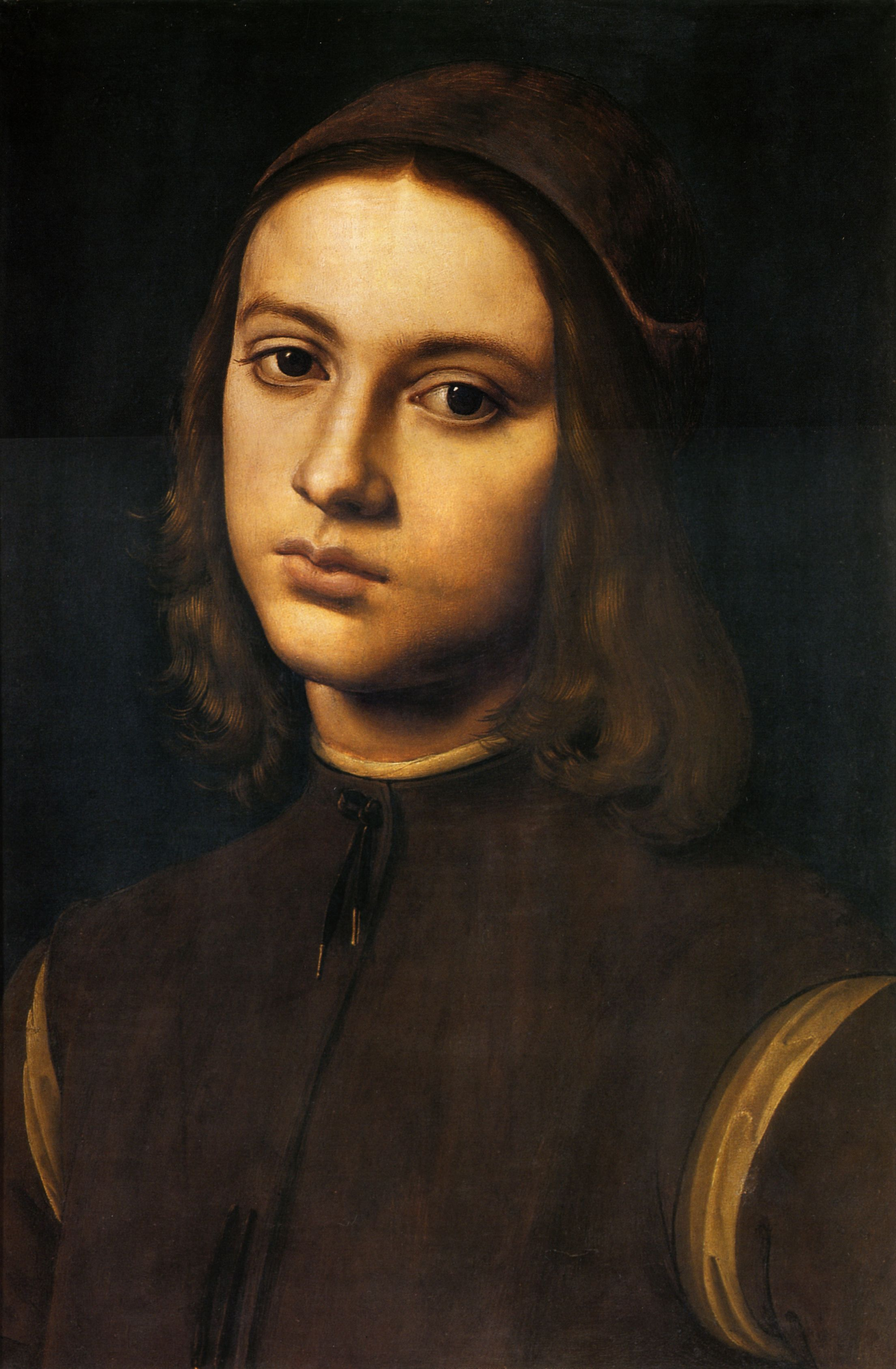
Portrait of a young Man
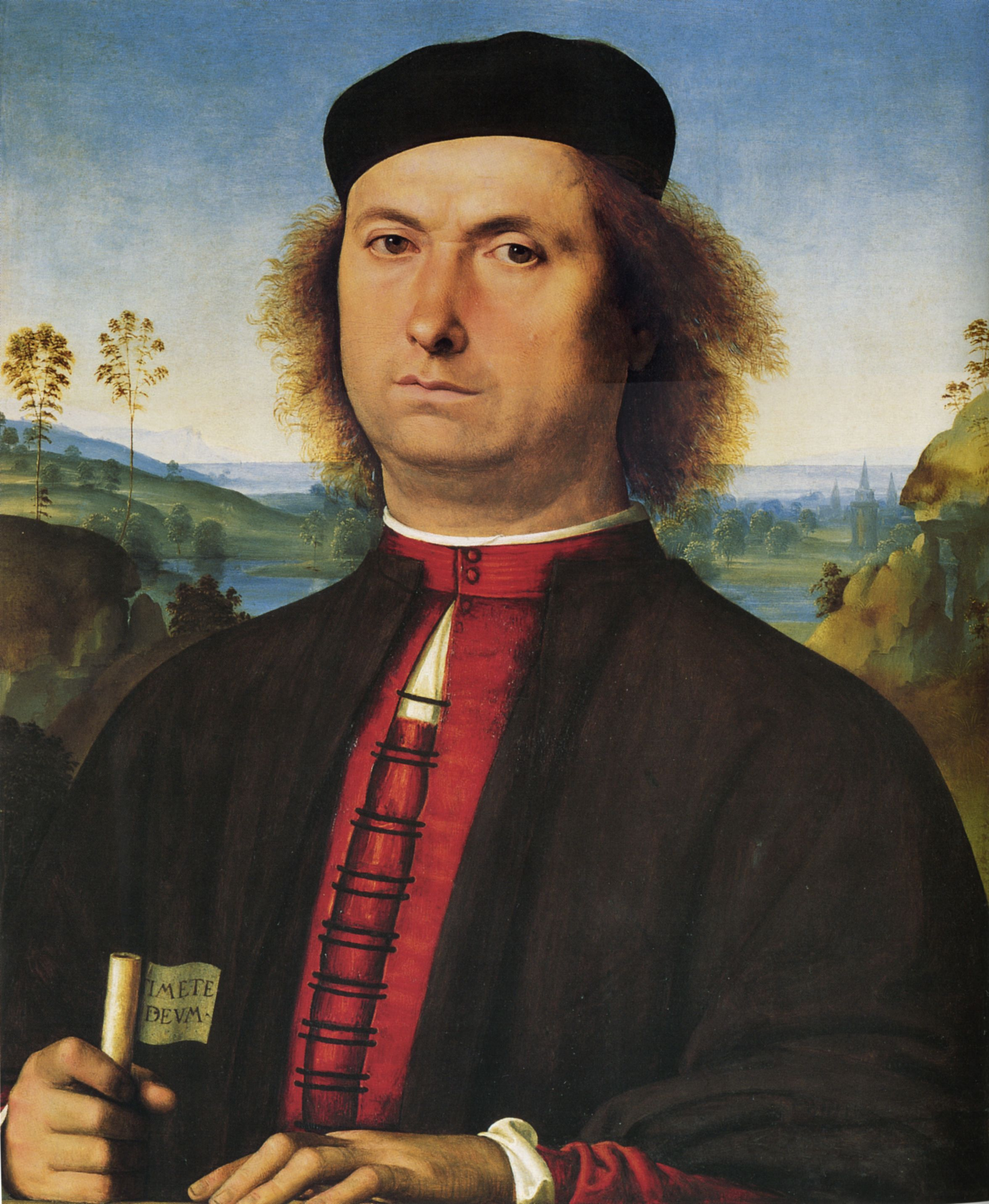
Portrait of Francesco delle Opere
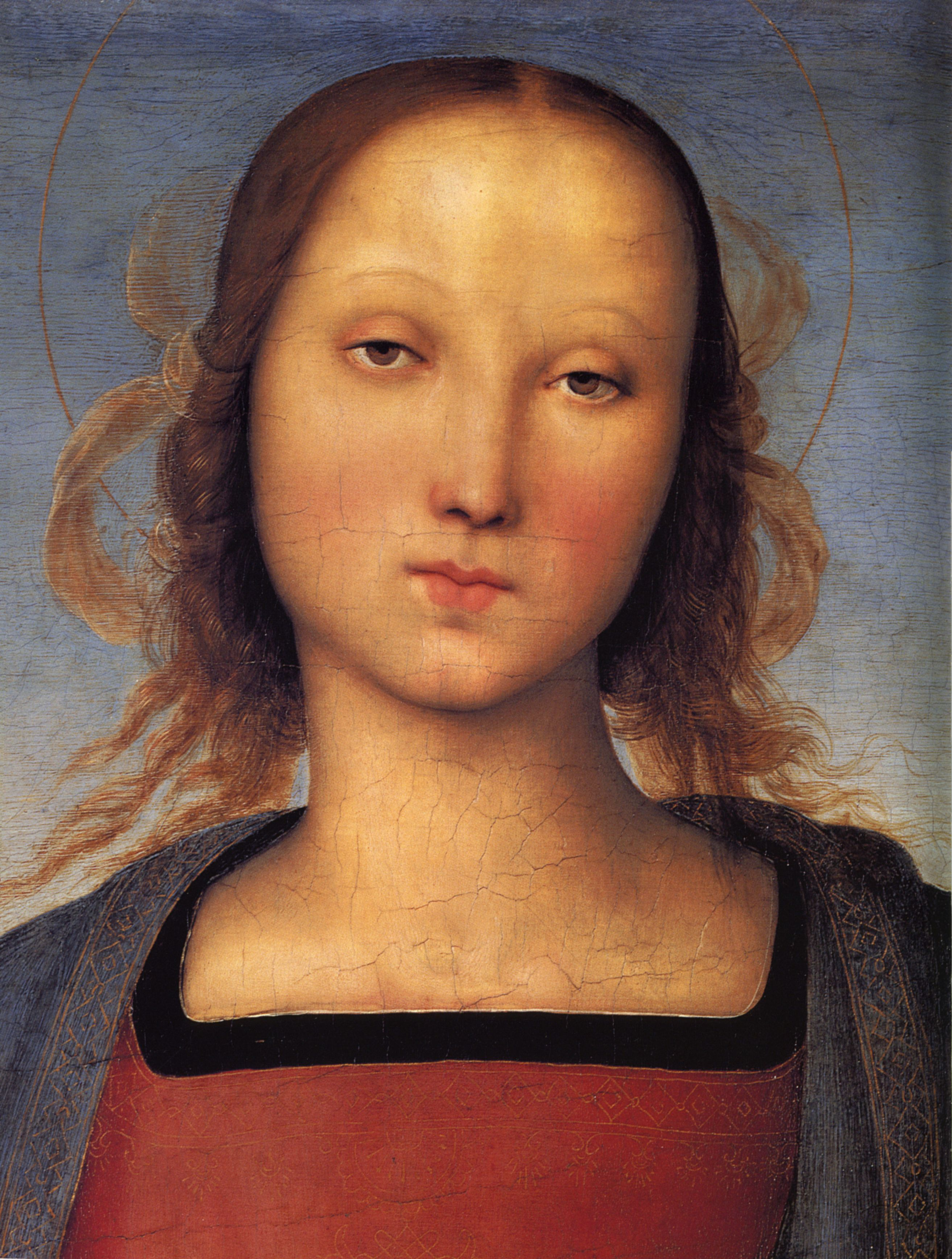
Detail, Madonna with Child.
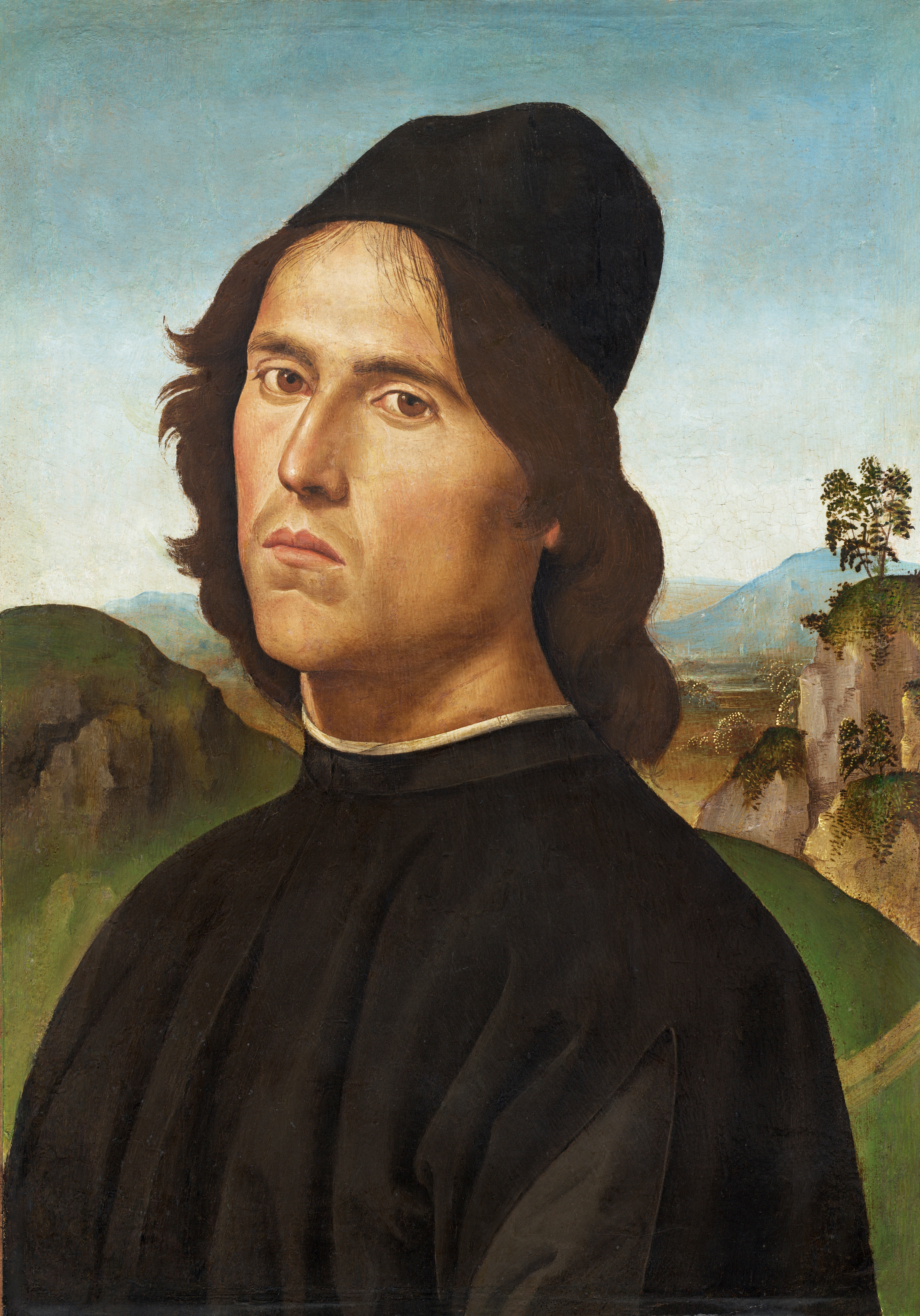
Lorenzo di Credi